# Maria Hellwig
Maria Hellwig (Reit im Winkl, 22 de febrero de 1920 – Ruhpolding, 26 de noviembre de 2010) fue un yodelista, intérprete popular del Volkstümliche Musik y presentadora de televisión alemana.

## Biografía
A los cinco años, Maria Neumaier actuó por primera vez en el Teatro Bauer en Reit im Winkl. Después de dejar la escuela, empezó a como aprendiz en una tienda. En su tiempo libre, actuaba en el teatro y tomaba clases de canto. 
Se casó con su primer marido, Joseph Fischer, un actor amateur, con el que tuvo una hija, Margot. Fischer moriría poco después en la Segunda Guerra Mundial. 
Presentó muchos programas de música en la década de los 80 y 90. Maria se quedó prácticamente ciega en 1996 y moriría el 26 de noviembre de 2010.